# Wolfgang Hipp
Wolfgang Hipp (* 16. Juli 1952) ist ein ehemaliger deutscher Fußballspieler.
Der Mittelfeldspieler, der im Reutlinger Stadtteil Betzingen aufwuchs, spielte ab der Saison 1973/74 für die erste Mannschaft des SSV Reutlingen 05, der in der Vorsaison in die 1. Amateurliga Schwarzwald-Bodensee abgestiegen war. Als Württembergischer Amateurmeister spielte Wolfgang Hipp mit dem SSV in der Endrunde um die Deutsche Amateurmeisterschaft 1974. In dieser Endrunde gewann er mit dem SSV Reutlingen die erste Deutsche Amateurmeisterschaft der Vereinsgeschichte. Am Ende der Amateurligaspielzeit 1974/75 nahm Hipp mit Reutlingen als Meister an der anschließenden Aufstiegsrunde zur 2. Bundesliga teil, in der er mit seiner Mannschaft durch 5 Siege in 6 Gruppenspielen in die zweithöchste deutsche Fußballspielklasse aufstieg. Wolfgang Hipp war für den SSV Reutlingen in der Zweitligasaison 1975/76 in 23 Spielen im Einsatz und dabei 2 Mal vor dem Tor erfolgreich. Diese Spielzeit endete für Hipp und den SSV mit dem Abstieg. In den folgenden beiden Spielzeiten wurde er mit den Reutlingern jeweils erneut Schwarzwald-Bodensee-Meister ohne in der Aufstiegsrunde den Erfolg von 1975 zu wiederholen.